# You Are There (альбом Mono)
You Are There — четвёртый студийный альбом японской инструментальной рок-группы Mono, выпущенный 15 марта 2006 года и впервые на новом для группы лейбле Temporary Residence Limited. Двойной альбом был записан в 2005 году в студии Electrical Audio в Чикаго, штат Иллинойс, со звукорежиссёром Стивом Альбини. CD-версия поставляется со съёмным бумажным футляром вокруг корпуса, который можно перевернуть, чтобы получить две разные версии обложки.
Альбом получил положительные отзывы критиков.

## История
Альбом You Are There, спроектированный и смикшированный Стивом Альбини, подхватывает формулу, которую он и группа оставили в альбоме Walking Cloud and Deep Red Sky, Flag Fluttered and the Sun Shined («Ходячее облако и глубокое красное небо, развевающийся флаг и сияющее солнце»). Mono использует динамику и все больше пробивают себе дорогу в композиции, записи и исполнении. Альбом You Are There состоит из шести пьес. Их продолжительность варьируется от чуть менее четырёх минут до более 15. Композиция «The Flames Beyond Cold Mountain» начинается тихо и в то же время угрожающе с округлых, тихих гитар, играющих в бесшумной гармонии. К устойчивым, округлым тонам присоединяются звуки, похожие на голоса, которые редко регистрируются, прежде чем одна гитара излагает скелетную мелодию над шёпотом, постепенно создавая напряжение, повторяясь. К ней присоединяется ещё одна шестиструнная, тарелки мерцают, бас играет простую гулкую линию, обозначающую смену аккордов. Постепенно вступают томы, и мелодические изобретения становятся более выраженными. Появляется текстура, атмосфера, тишина в медленно уменьшающемся пространстве. На шестой минуте все распадается и начинает реветь, все настойчивее, пока не превращается в гудящую толпу фидбэка и скрипа топора, не теряя при этом из виду гармоническую основу мелодии. Темп остаётся статичным, но все становится карающим и громким, прежде чем вернуться к некоторому подобию лиризма на десяти минутах, а затем переходить на шёпот и возвращаться к грохоту, прежде чем исчезнуть в тишине. Композиция «The Heart Has Asked for the Pleasures» короткая, почти народная песня, похожая на колыбельную. «Yearning» начинается примерно так же, и создаётся ощущение, что гитары ищут текст, который в итоге находят, и лишь тарелки украшают звучание.

## Отзывы
| Совокупная оценка | Совокупная оценка |
| Источник          | Оценка            |
| ----------------- | ----------------- |
| Metacritic        | 81/100            |
| Оценки критиков   |                   |
| Источник          | Оценка            |
| AllMusic          | [ 2 ]             |
| Alternative Press | 5/5               |
| Drowned in Sound  | 9/10              |
| Pitchfork         | 5.8/10            |
| PopMatters        | 9/10              |

Альбом получил положительные отзывы критиков: AllMusic, Alternative Press, Drowned in Sound, PopMatters.
Том Джурек из AllMusic поставил оценку 4 из 5 звёзд и сказал: «Японский пауэр-квартет Mono возвращается с пятым альбомом. Гитаристы Mono ощущают себя молодыми Томом Верлейном и Ричардом Ллойдом из Television, когда они вдыхают друг друга, наблюдают друг за другом и закручивают друг друга дальше в мелодию, которую они готовят. Когда композиция „Yearning“ нагревается, она сотрясает всю акустическую систему до основания, поскольку элементы фламенко, классики и японской народной музыки вшиваются в микс с помощью ржавого стилета и первой октавы До. И чтобы не думать, что переход от мягко начатых мелодичных фрагментов к полномасштабной громкости дробит, достаточно услышать призрачную эстетику в заглавной композиции, которая никогда, никогда не выходит за рамки скорбного шёпота. И это продолжается, только чуть более настойчиво, с некой тихой величественностью в „The Remains of the Day“. Заключительная композиция сета переходит от кристально чистого риффинга к пауэр-року и обратно, через сложную серию мотивов, набранных пальцами. Даже когда он извергается, он остаётся узловатым и наркотическим в своей привлекательности. В отличие от американских рок-групп Pelican и Isis, Mono не используют хэви-металлическую пост-роковую помпезность. Они — рок-песенники, чьи тексты — это гитарные строки, спетые, пронзительные и завывающие под аккомпанемент виртуозной ритм-секции. Mono — это рок-группа, причём чертовски хорошая, и со временем она становится только лучше».

## Список композиций
Вся музыка написана Mono.
| №                   | Название                              | Длительность |
| ------------------- | ------------------------------------- | ------------ |
| 1.                  | «The Flames Beyond the Cold Mountain» | 13:29        |
| 2.                  | «A Heart Has Asked for the Pleasure»  | 3:43         |
| 3.                  | «Yearning»                            | 15:38        |
| 4.                  | «Are You There?»                      | 10:25        |
| 5.                  | «The Remains of the Day»              | 3:41         |
| 6.                  | «Moonlight»                           | 13:04        |
| Общая длительность: | Общая длительность:                   | 60:00        |

## Участники записи
- Такаакира Гото — лид-гитара
- Йода — ритм-гитара
- Тамаки Куниши — бас-гитара
- Ясунори Такада — ударная установка